# Acmaeodera dolorosa
Acmaeodera dolorosa är en skalbaggsart som beskrevs av Henry Clinton Fall 1899. Acmaeodera dolorosa ingår i släktet Acmaeodera och familjen praktbaggar.

## Underarter
Arten delas in i följande underarter:
- A. d. dolorosa
- A. d. liberta